# Mesene epaphus
Mesene epaphus é uma borboleta neotropical da família Riodinidae, encontrada na região norte do Brasil, centro-oeste, e Venezuela; além do Suriname, onde a espécie foi descrita por Stoll em 1780, Guiana e Guiana Francesa. As asas são de tonalidade vermelho-alaranjada e geralmente possuem áreas em negro bem evidentes, notadamente no ápice das asas anteriores, com uma mancha amarelada em seu interior; podendo ou não apresentar outra área com mancha mais pálida em laranja ou da mesma coloração.

## Hábitos
Mesene epaphus são encontradas em floresta primária, em altitudes entre o nível do mar e cerca de 800 metros. Adultos são evasivos e geralmente encontrados isolados em áreas onde a luz solar se encontra filtrada pelas árvores. Possuem voo rápido e errático, quase sempre pousando na face inferior das folhas. Difíceis de abordar, se lançam repentinamente em voo por 4 ou 5 segundos, entre as árvores; para de repente desaparecerem debaixo das folhas novamente. Tendem a permanecer na mesma área durante a manhã e, em raras ocasiões, resolvem pousar sobre a superfície dorsal de uma folha. Um estudo, publicado em 2002, relata a presença de órgãos androconiais de dispersão de feromônio para o acasalamento, nesta espécie e em outras da tribo Symmachiini.
Várias espécies deste gênero são consideradas exemplos de mimetismo batesiano, com relação a Arctiidae, sendo que a subespécie pyrrha foi classificada por Henry Walter Bates, autor do estudo sobre este tipo de mimetismo.

## Lagarta
Segundo Adrian Hoskins, as lagartas de M. epaphus são de coloração verde pálido, com cerdas brancas e curtas; porém com uma crista dorsal proeminente de cerdas brancas mais longas. A alimentação é Inga (Fabaceae).

## Subespécies
Mesene epaphus possui três subespécies:
- Mesene epaphus epaphus - Descrita no Suriname por Stoll em 1780.
- Mesene epaphus pyrrha - Descrita no Brasil (AM) por Bates em 1868.
- Mesene epaphus sertata - Descrita no Brasil (AM) por Stichel em 1910.